# Khoa học thể thao
Khoa học thể thao là một bộ môn nghiên cứu sự hoạt động của cơ thể người khỏe mạnh khi vận động, và tác dụng nâng cao sức khỏe của thể thao và hoạt động thể chất từ phạm vi tế bào cho tới toàn bộ cơ thể. Nghiên cứu khoa học thể thao về cơ bản là tích hợp các lĩnh vực sinh lý học (sinh lý học vận động), tâm lý học (tâm lý học thể thao), giải phẫu học, cơ sinh học, hóa sinh học và động sinh học. Số lượng các nhà khoa học thể thao và cố vấn vận động tăng dần theo nhu cầu và sô lượng việc làm khi trọng tâm ngày một tăng trong giới thể thao đối với việc đạt được thành tích tốt nhất có thể. Thông qua nghiên cứu khoa học và thể thao, các nhà nghiên cứu đã phát triển một lượng kiến thức lớn về cách cơ thể người phản ứng đối với vận động, tập luyện, các môi trường khác nhau và nhiều nhân tố kích thích khác.